# Tiggargossen eller Qvastgubbens dukater
Tiggargossen eller Qvastgubbens dukater är en barnbok av Amanda Kerfstedt utgiven 1865 på Sigfrid Flodins förlag. Boken var Kerfstedts debut och utgavs under pseudonymen ***y.

## Tillkomst
Berättelsen skrevs då Kerfstedts son Hellen Lindgren var åtta år gammal 1865 och låg sjuk i strypsjuka. Modern vårdade honom i hemmet och för att fördriva tiden samt för att dämpa sin oro för honom började hon att berätta egna påhittade historier. Några dagar senare tillfrisknade sonen och övertalade då modern att publicera två av dem, varav den ena var Tiggargossen eller Qvastgubbens dukater. Berättelsens tillkomst återges även av Kerfstedt i ett förord till boken.
Kerfstedt hade från början tänkt Den lille tiggargossen som titel för boken, men förläggaren Flodin lät ändra denna till Tiggargossen eller Qvastgubbens dukater, något som förargade Kerfstedt. I ett senare brev till Flodin skrev hon:
| ”                                                                 | Det hände ju t.ex. att Herr Flodin vid 'Den lille tiggargossen' gjorde ett tillägg som på titelbladet förkunnade hvad som skulle utgöra en öfverraskning för de små läsarne först vid bokens slut. | „ |
| – Amanda Kerfstedt i ett brev till Sigfrid Flodin den 22 maj 1875 | |   |

## Handling
Berättelsen handlar om en snål man som motvilligt låter en föräldralös och fattig tiggarpojke komma in i sin stuga. Motvilligt fäster sig mannen vid pojken och när han ligger för döden ger han pojken sin livsförmögenhet. Berättelsen skildrar såväl barnslig sorg som barnslig glädje och lantliga förhållanden som då var normala.